# Frottage
Frottage (afgeleid van het Franse werkwoord frotter "wrijven") is een techniek die erin bestaat de beelddrager op een bepaalde ondergrond te plaatsen en er vervolgens met bijvoorbeeld potlood of waskrijt over te wrijven, waardoor men door de textuur, of onregelmatigheid van het oppervlak (bijvoorbeeld tegen een boomstam) een bepaald effect creëert. Deze toevallige factoren zijn zeer kenmerkend voor dergelijke technieken en worden ondergebracht onder de noemer écriture automatique.
Onder meer kunstenaar Max Ernst paste dit toe in zijn werken, bijvoorbeeld in de collageroman Une semaine de bonté (1934).

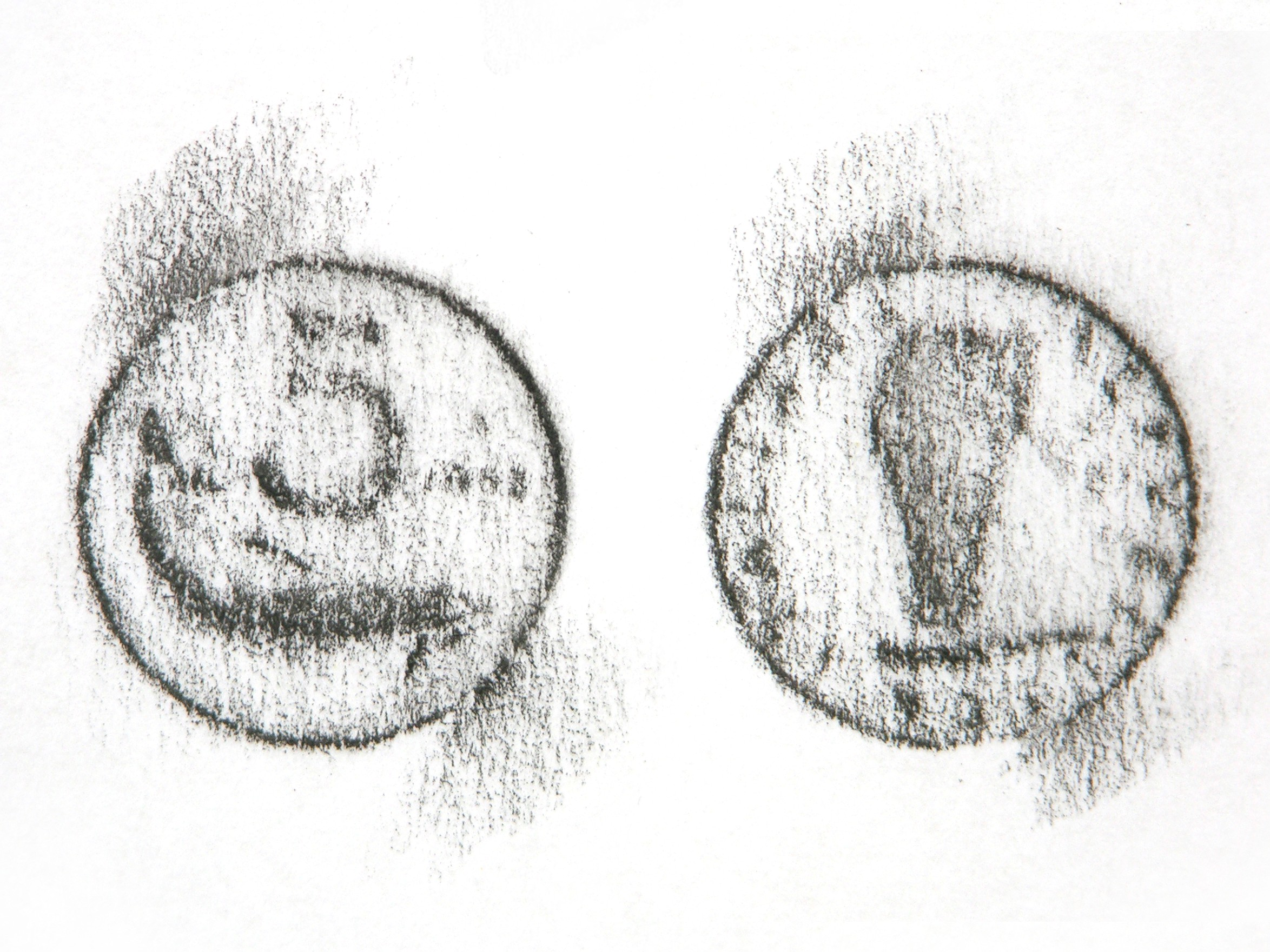
Frottage van een muntstuk
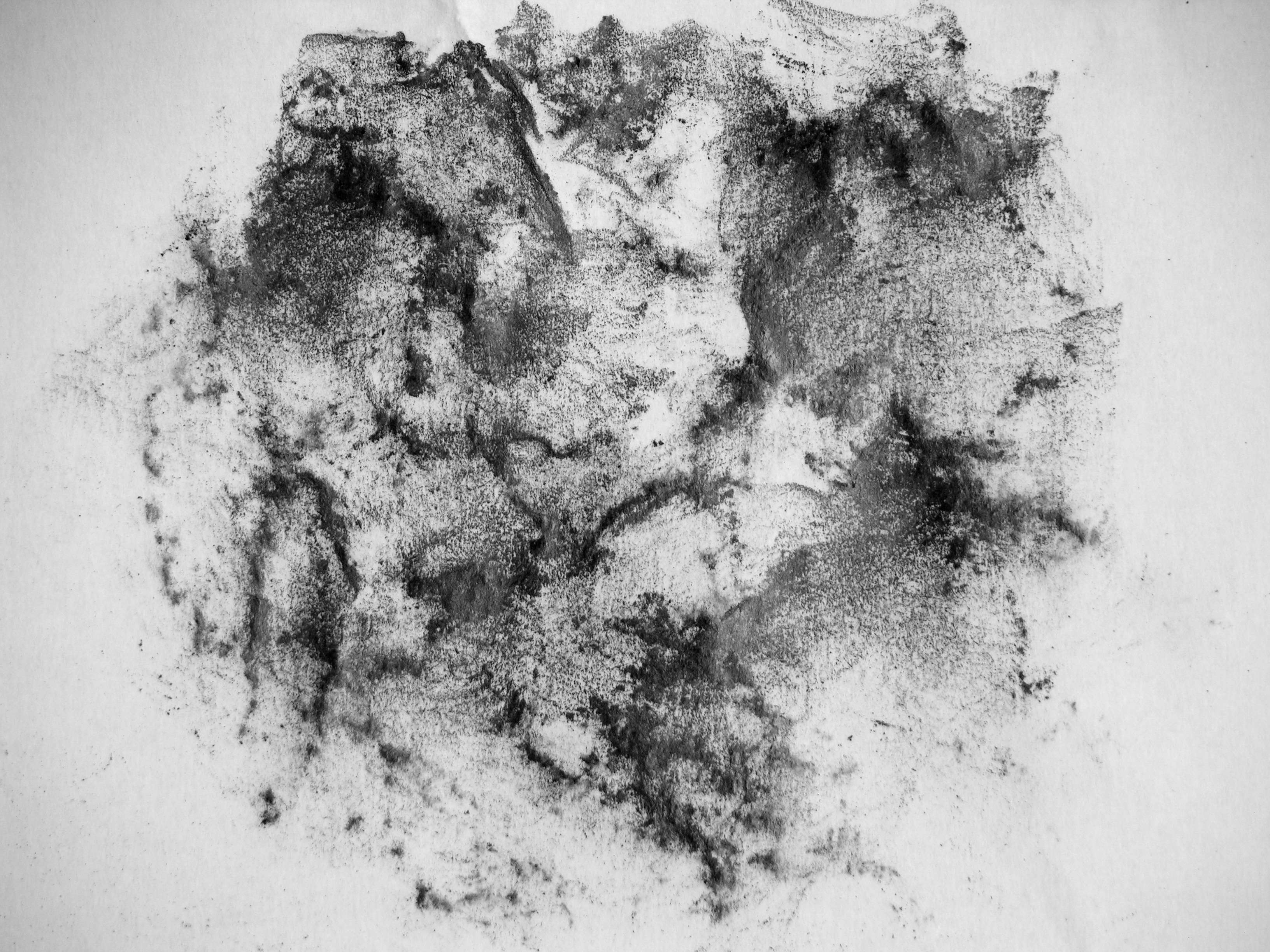
Frottage van een steen
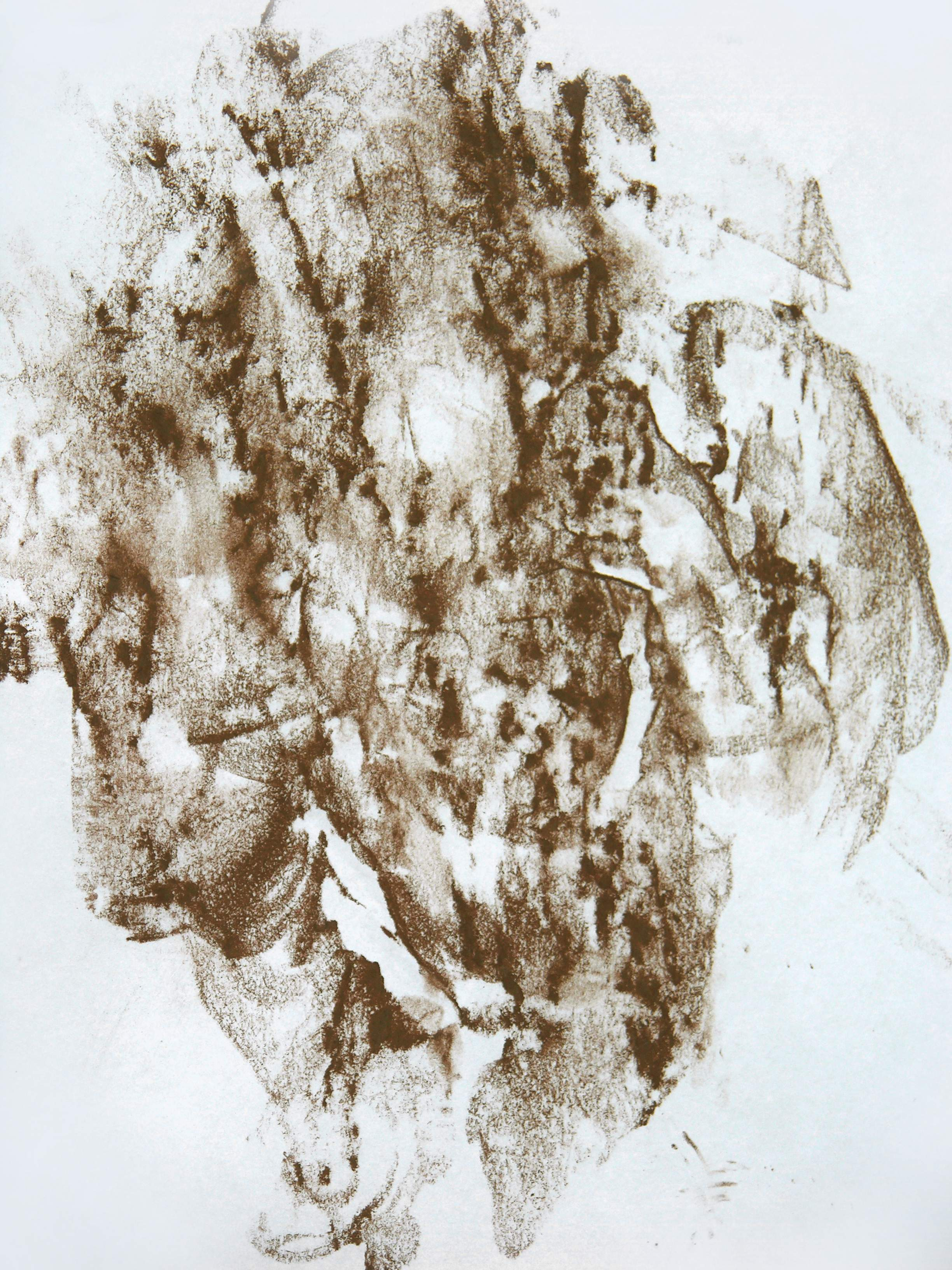
Frottage van boomschors